# サイルリアン

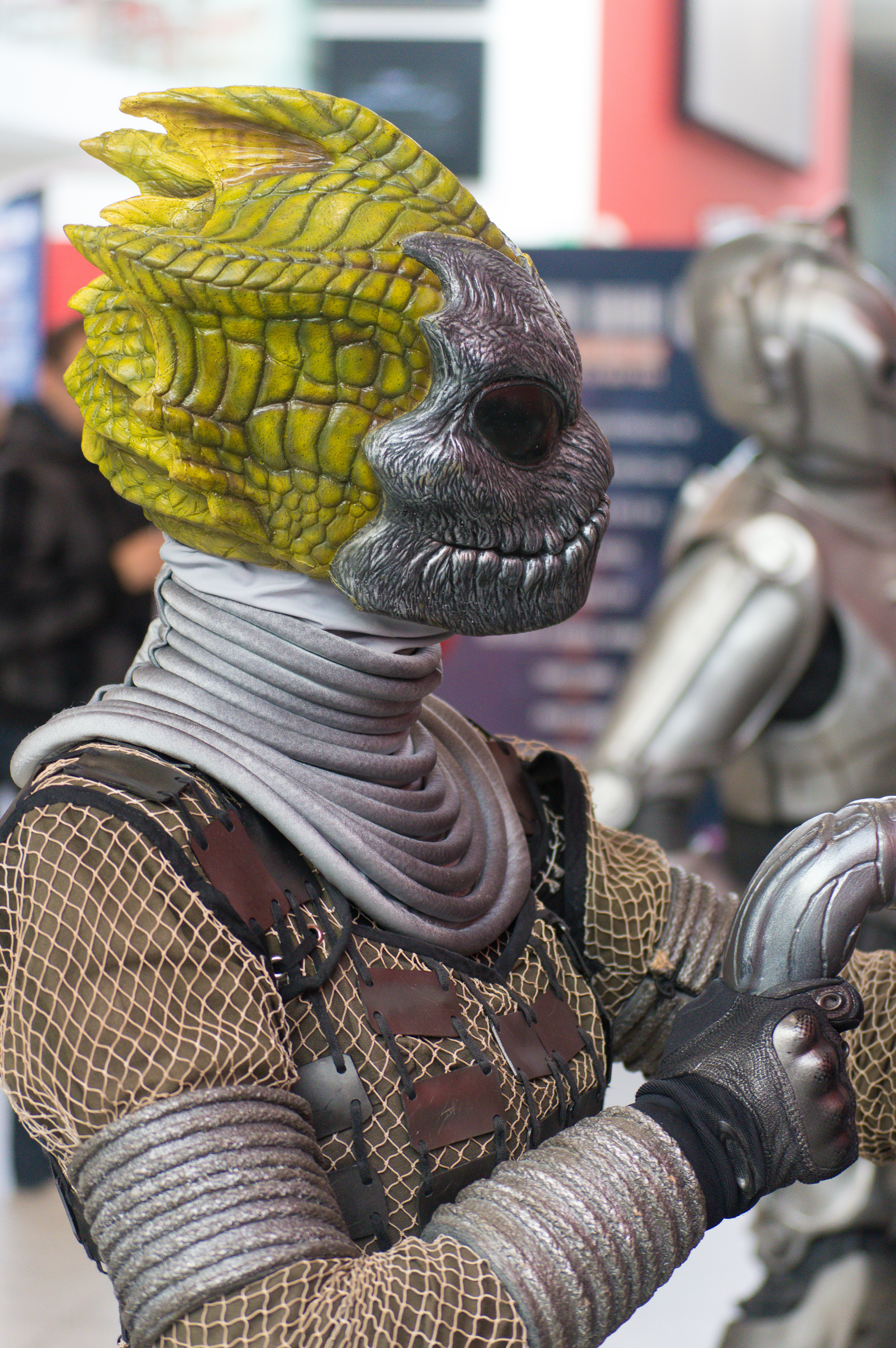
仮面をつけたサイルリアン

サイルリアン(Silurian)は、イギリスBBCのテレビドラマ『ドクター・フー』に登場する地球の先住民族の1種である。1970年に初登場し、新シリーズでは2010年にシリーズ5で再登場を果たした。ディノサウロイドに類似する存在である。
『ドクター・フー』には多種多様な地球外生命体が登場するが、サイルリアンは地球外生命体ではなく人類誕生以前に地球に生息していた知的生命体であり、地球の先住民族に当たる。古生代シルル紀に生息していたとされているが、実際には新生代古第三紀始新世に生息していたと3代目ドクターは指摘している。ただし、マダム・ヴァストラが6500万年前のヒルや恐竜をその目で見たと証言していることから、実際には中生代白亜紀には高度な文明を築いていたことがわかる。事実、シリーズ7「恐竜たちの船」ではティラノサウルスやトリケラトプスなど多数の恐竜が乗ったサイルリアンの宇宙船が登場している。
サイルリアンは地球に巨大な小惑星が衝突すると予期し、その危機が回避されるまで地下で休眠ないし宇宙へ脱出しようとした。その小惑星とは月のことであり、結局衝突することはなかった。休眠状態に入った間に人類が進化し文明を築き上げたため、彼らは地球を奪った下等な猿だと人類をみなしている。サイルリアンと人類の間で起こる確執についてはサイルリアンにも分があるとして、ドクターは基本的に中立の立場に立つ。
自在に伸縮する舌を有し、この舌は攻撃手段としても有用である。毒性を有し、舌で切り付けられた生物は皮膚が緑色に侵食し死に至る。

## 登場

### 旧シリーズ

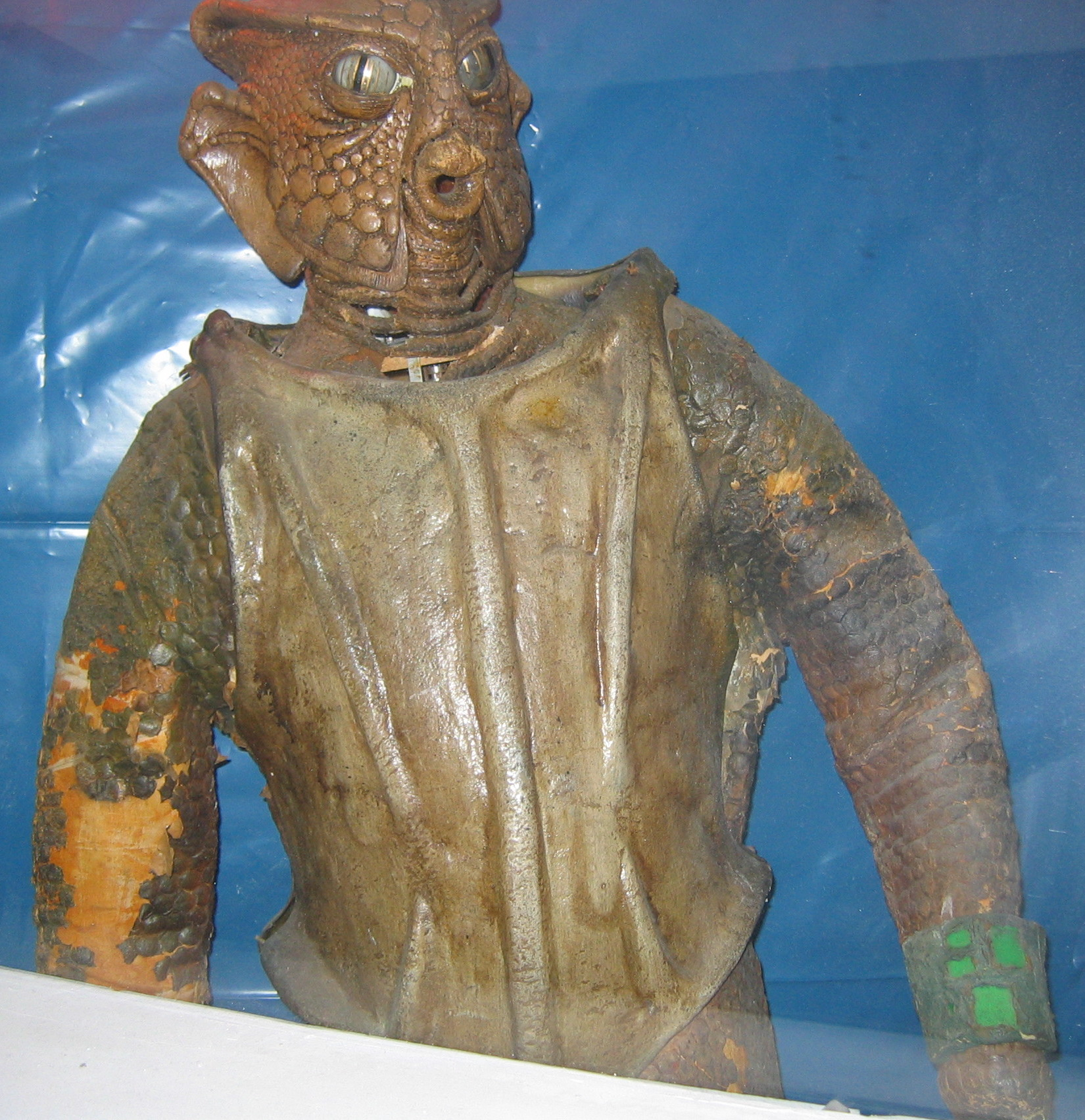
旧シリーズのサイルリアン

シーズン7「The Silurians」で初登場を果たす。原子力発電所が原因で休眠状態から解放され、地球が人類に支配されていることを知りウイルスを人類社会に解き放った。同時にヴァン・アレン帯に干渉し人類を地球から追い出そうともしたが、どちらも3代目ドクターにより阻まれている。このとき、ドクターのコンパニオンであったレスブリッジ・スチュワート准将はサイルリアンを殲滅すべきと主張し、サイルリアン側もドクターの説得に関わらず人類の駆逐を進めていた。
シリーズ21『Warriors of the Deep』においては同じ爬虫類先住民族シー・デビルと結託。遺伝子工学により生み出した水棲爬虫類ミルカを使って2084年の第4海中基地を襲撃。基地に配備されたプロトン・ミサイルを使って人類を滅ぼそうとしたが、5代目ドクターによって阻止される。

### 新シリーズ

#### シリーズ5

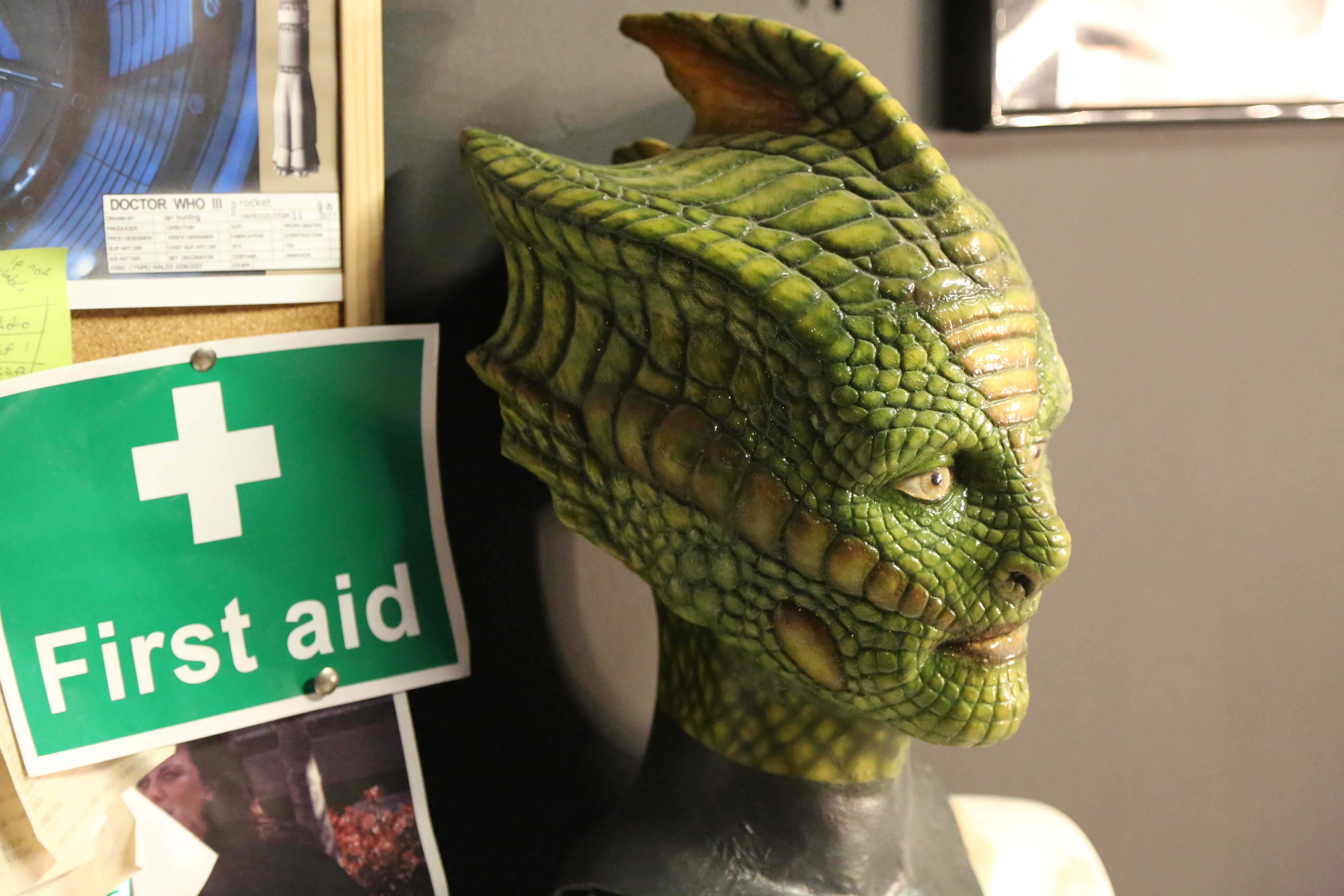
新シリーズにおけるサイルリアンの素顔

シリーズ5「ハングリー・アース」「冷血」で登場。2020年に地下採掘の振動により休眠状態から覚め、それを人類からの攻撃であると認識し、人類を絶滅させるべく行動を開始する。地上をシールドで包囲して作業員やその家族を拉致していたが、拉致要員であったアラヤが人間に捕まり、人類とサイルリアンの双方が捕虜を有する形となった。サイルリアン側の全権は過激派である軍部が握っていたが、医師マロケが平和派であるエルデインを目覚めさせたことで人類とサイルリアンの和平会議が成立する。
しかしアラヤが死亡し、激昂した軍部司令官レスタックは人類の根絶を宣言。地上に軍隊を投入する寸前で11代目ドクターらが阻み、エルデインが毒ガスを放ってサイルリアン全てを休眠状態に入らせたことで事態は収束する。3020年までに人類はサイルリアンの事実を神話や伝承として残し、サイルリアンと共存する準備を整える。

#### シリーズ6
シリーズ6「ドクターの戦争」で登場。今回のエピソードで19世紀ロンドンで生活を送るマダム・ヴァストラというサイルリアンが初登場し、今後数度に渡って物語に登場する。エイミー・ポンドとその娘メロディー・ポンドをコヴァリアン修道会から奪還するデーモンズ・ランの戦いに参戦するよう11代目ドクターに依頼され、サイルリアンの軍隊が他の種族と共にコヴァリアンの基地を制圧した。
その後、警備にあたっていたサイルリアンの軍隊が首なし修道士の奇襲を受け殺害されている描写がある。

### シリーズ7
シリーズ7「恐竜たちの船」では、数十種の恐竜を載せたサイルリアンの宇宙船が登場する。小惑星の衝突から当時の地球生物を守るため、カナダに匹敵するサイズの宇宙船が宇宙に打ち上げられた。しかし悪徳商人ソロモンがその宇宙船に乗り込み、内部に恐竜がいると知ってそれを独占するべくサイルリアンを全員宇宙空間に投げ出し皆殺しにした。そのため、11代目ドクターたちが2367年で宇宙船を発見した際はソロモンと恐竜以外の生命反応はなかった。
乗組員が殺害されたことで緊急システムが作動し宇宙船は地球への帰還に向かい、地球人類は安全のため宇宙船をミサイルで爆破する気でいた。ドクターの働きで宇宙船は守られ、恐竜たちは惑星サイルリアに運搬されそこで繁栄した。

## 個体

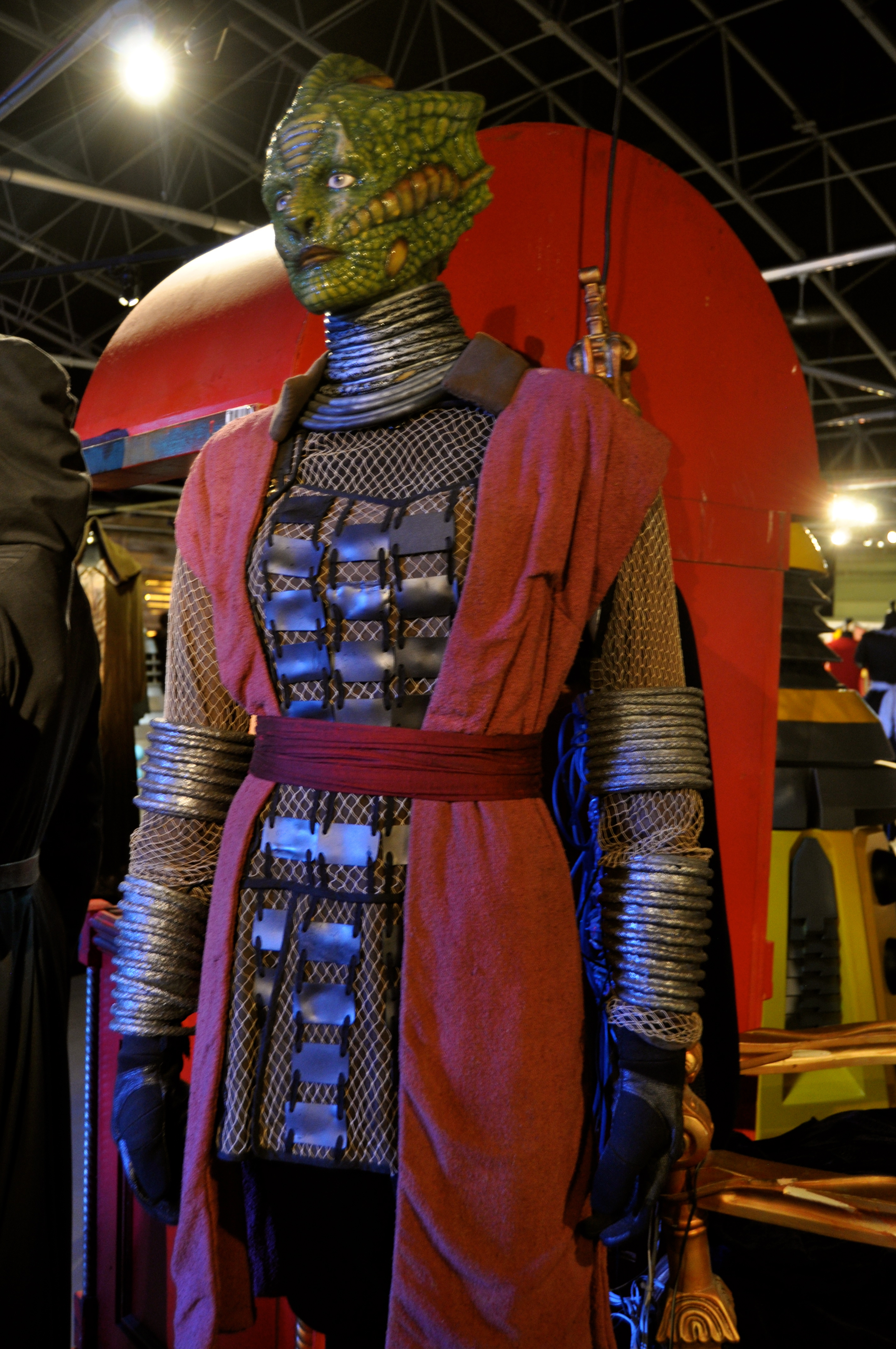
レスタック
演：ネーヴ・マッキントッシュ
シリーズ5で登場した女軍部司令官。過激派のリーダーであり、人類を愚かな猿と見下し殲滅に動く。平和派であるエルデインを憎らしく感じており、終盤では人類もろともエルデインを殺害しようとした。
マロケを殺害し軍事力で人類を絶滅させようとしたが、エルデインの毒ガス散布を受けても休眠状態に入らなかったため毒を吸い込み死亡する。その直前にローリー・ウィリアムズを射殺した。
アラヤ
演：ネーヴ・マッキントッシュ
声：森千晃
レスタックの妹。人間を拉致していたが、11代目ドクターにより捕縛され人間側の捕虜となる。舌で人間トニーを攻撃したため、その娘アンブローズの怒りを買いスタンガンで殺害される。
最期まで人類を嫌っており、人類とサイルリアンの戦争を誘発する気でいた。
マロケ
演：リチャード・ホープ
サイルリアンの医者。拉致された人間に共生する腸内細菌らを一掃して消毒する役割を担っている。人類の生態に興味を持ち、ドクターや人類側にも理解を示す。
人類側に加担し平和派のエルデインを起こしたことでレスタックの怒りを買い、彼女に射殺されることとなった。
なおシリーズ6「ドクター最後の日」では、時空間が崩壊した世界にて彼らしきサイルリアンがウィンストン・チャーチルのかかりつけ医となっている。
エルデイン
演：スティーヴン・ムーア
平和派のリーダー。レスタックよりも上位の階級にあり、過激な行動に出るレスタックを諫めた。マロケにより休眠から起こされる。
エイミーやナスリーンとともに人類とサイルリアンが共存するための会議を開いていたが、レスタックが挙兵したことを受けて毒ガスを散布し、全サイルリアンを強制休眠させ事態を収束させる。
彼自身も休眠状態に入り、3020年で再び人類との共存方法を模索する。
マダム・ヴァストラ
演：ネーヴ・マッキントッシュ
声：森千晃
19世紀、鉄道工事の影響で目覚めた女性サイルリアン。人間を相手に暴れまわっていたがドクターに止められ、探偵業を営んでロンドンで生活することとなる。同時代の人間女性ジェニーと結婚する。
切り裂きジャックを殺害、捕食した直後に11代目ドクターからデーモンズ・ランの戦いに参戦するよう依頼され、ジェニーとともにコヴァリアン修道会の中枢を制圧する。その後は首なし修道士との闘いで生き残り、その場で死亡していたソンターラン族のストラックスを蘇生させ、ともに19世紀で暮らすことを提案する。ストラックスが19世紀に来てからは3人で探偵業を営む。
シリーズ7からもたびたび登場し、2012年クリスマススペシャル「スノーメン」でクララ・オズワルドと初めて出会う。その後「真紅の恐怖」では死んだはずのクララが生き返ったことに戸惑っていたが、後にクララを信頼し「ドクターの名前」ではドリーム会議に案内した。ドリーム会議内では暴かれたドクターの秘密について討議していたが、大知性体による襲撃を受けて惑星トレンザロアに拉致されることとなった。大知性体と戦った後11代目ドクターにより救出され、19世紀に帰還。
シリーズ8「深呼吸」ではテムズ川に大型肉食恐竜が出現、パニックに陥っていた恐竜を落ち着かせた。このとき、恐竜から吐き出されたターディスからは12代目ドクターが姿を現した。